# Anor
Anor – miejscowość i gmina we Francji, w regionie Hauts-de-France, w departamencie Nord.
Według danych na rok 1990 gminę zamieszkiwało 3099 osób, a gęstość zaludnienia wynosiła 139 osób/km² (wśród 1549 gmin regionu Nord-Pas-de-Calais Anor plasuje się na 273. miejscu pod względem liczby ludności, natomiast pod względem powierzchni na miejscu 41.).

## Współpraca
Miejscowość partnerska:
- Momignies, Belgia